# Serrimargo pahangensis
Serrimargo pahangensis – gatunek chrząszcza z rodziny biegaczowatych i podrodziny Lebiinae.

## Taksonomia
Gatunek opisany został w 2010 roku przez Ericha Kirschenhofera. Holotypem jest samica odłowiona w 1998 roku.

## Opis
Chrząszcz o długości ciała 16 mm i szerokości 5,5 mm. Głowa, przedplecze i pokrywy błyszcząco czarno-brązowe. Brzegowe zagłębienie pokryw i przedplecza szeroko-jasnobrązowe. Żuwaczki, labrum i przednia krawędź nadustka rudobrązowe. Pierwszy człon czułków czarniawy, drugi rudożółty, trzeci i czwarty ciemniejsze ale na wierzchołku rudo rozjaśnione, pozostałe człony rudobrązowe. Głaszczki i stopy rudożółte. Uda brązowawe, golenie również, lecz przednie rozjaśnione z tyłu. Tylna część czoła, ciemienia i szyi matowa z powodu mikrorzeźby. Przedplecze i pokrywy również zmatowiałe w jej skutek. Spód ciała czarniawo-brązowy, gładki i błyszczący.

## Występowanie
Gatunek ten jest endemitem Malezji, znanym wyłącznie z prowincji Pahang.